# Автопортрет с семью пальцами
«Автопортре́т с семью́ па́льцами» (фр. Autoportrait aux sept doigts) — картина художника Парижской школы Марка Шагала, написанная им в 1912—1913 годах в Париже, когда он готовился к выставке в Салоне Независимых. Является первым автопортретом, написанным им во Франции, сюжетно и композиционно связан с работой «России, ослам и другим». Шагал изображён в элегантном костюме с розовым цветком в петлице. Художник стоит за мольбертом: в правой руке у него находится палитра, а на левой руке у него изображено семь пальцев, относительно чего искусствоведами предложено несколько объяснений.
Работа пронизана ностальгическими символами родины и узнаваемыми отсылками к парижской жизни. Полотно было создано в первой французской студии Шагала. Предполагается, что сильное воздействие на него в то время оказал кубизм. Среди других возможных влияний называют примитивизм, фовизм, русскую иконопись. В марте-апреле 1914 года «Автопортрет» вместе с другими двумя картинами 1912—1913-х годов «Скрипач» и «Материнство» был представлен в парижском Салоне Независимых. В мае того же года эти работы выставлялись на выставке в Амстердаме, где были приобретены за 900 франков коллекционером Реньо. Впоследствии три эти картины были переданы в Городской музей Амстердама, где находятся в составе коллекции Шагала.

## История создания

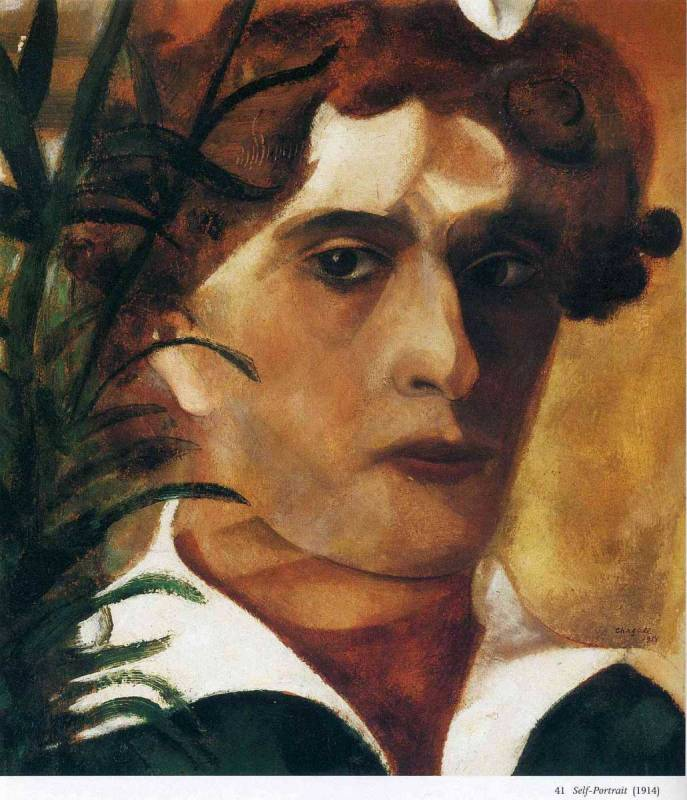
Марк Шагал. Автопортрет, 1914

В мае 1911 года на полученную стипендию Шагал переехал из России в Париж, где продолжил учиться живописи и познакомился со многими художниками и поэтами-авангардистами (с супругами Соней и Робером Делоне, Андре Лотом, Гийомом Аполлинером, Максом Жакобом, Риччото Канудо и другими). На многие годы большая дружба связала его с Блезом Сандраром, говорившим по-русски. Он познакомился с современным европейским искусством, прежде всего его заинтересовал кубизм, оказавший на него довольно значительное влияние, что впрочем впоследствии он отрицал, заявляя, что в то время учился в первую очередь в музеях. Находясь в Париже, он впервые начал называть себя на французский манер — Марком. По финансовым соображениям в первой половине 1912 года он переехал на чердак знаменитого фаланстера «Улей» (фр. La ruche) — дома, в котором в 1900—1920-е годы находились жилые помещения и студии художников, причисленных впоследствии к Парижской школе. Многие из них были по происхождению, как и Шагал, евреи по национальности, прибывшие из Восточной Европы, в частности, из России. Некоторые его картины первого парижского периода несут печать воспоминаний о родине — Витебске, шире — России («Я и деревня», «России, ослам и другим»). В своих воспоминаниях мастер писал об этом периоде своего творчества: «Я жил в Париже, повернувшись спиной ко всему, что меня окружало… Я принёс свои вещи из России в Париж, и Париж дал им свой свет…»
Тема воспоминаний о родине затронута и в его первом парижском автопортрете — «Автопортрете с семью пальцами» (фр. Autoportrait aux sept doigts) сюжетно и композиционно связанного с работой «России, ослам и другим» (фр. À la Russie, aux ânes et aux autres). Позже художник вспоминал, что, находясь в столице Франции, оказался в эпицентре революционных изменений в искусстве, но постоянно вспоминал об отчизне, живя как бы «спиной вперёд». Он также говорил, что картина была создана в «Улье», когда он пребывал «в полной форме в этот момент»: «Я верил, что напишу её в одну неделю. Я находился под влиянием конструкций кубистов, но не отвергал моего прошлого вдохновения».

## Судьба картины
В марте-апреле 1914 года «Автопортрет» вместе с другими двумя картинами 1912—1913-х годов «Скрипач» и «Материнство» («Беременная женщина») был показан в парижском Салоне Независимых. В мае того же года эти работы выставлялись в Амстердаме, где были приобретены за 900 франков коллекционером Реньо. Из этой суммы нуждающемуся художнику ничего не досталось, так как кассир галереи сбежал в Америку со всей выручкой. В письме Александру Бенуа, написанному осенью 1914 года в Витебске, Шагал сообщал по этому поводу «Затем: застряли в Амстердаме в салоне 3 большие картины. (Ах — м[ожет] б[ыть], Вы их не любите, но я не то что не люблю, но без головы от них). Ещё до войны сообщил мне комитет, что они продались, но ничего не успел я получить уже после объявления войны». В итоге эти три картины попали в Городской музей Амстердама, где являются экспонатами коллекции Шагала.

## Описание
Картина представляет собой автопортрет Марка Шагала в работе над картиной «России, ослам и другим», таким образом здесь использован приём «картина в картине». Шагал изображён в элегантном костюме с розовым цветком в петлице. В верхнем правом углу над головой художника изображено витающее облако, в котором видна деревня с церковью, символизирующая его детство в Витебске; в левом верхнем углу в окне — символическое изображение Парижа и Эйфелевой башни как нового дома Шагала. Видимо символично, что к окну, то есть французской жизни, он повёрнут спиной. Впрочем высказывалось предположение, что это не реальный вид города, а висящее на стене полотно. В верхней части на иврите написаны слова «Париж» и «Россия». Искусствовед Микеле Дантини трактовал такую образность как двойственность, амбивалентность между чувствами к родине и Парижу, Франции: «Это диаспоральное воображение оторванного от родины скитальца, вскормленное ностальгией и жаждой новых ощущений, иронией и капризом». Искусствовед Александра Шатских предположила, что образный строй картины основывается на противопоставлении западной и восточной традиции. В таком случае, современный, многоязыкий Париж символизирует Вавилон (Эйфелева башня соотносится с Вавилонской), а изображение Витебска со Спасо-Преображенской церковью (одного из наиболее распространённого у Шагала образа) — Иерусалим. «Сущностная черта идеализированного Иерусалима, избранного Богом для возведения своего Храма, была делегирована в шагаловских картинах образу Витебска».
На левой руке у него изображено семь растопыренных пальцев, что искусствоведы трактуют разными способами: по одной версии, это является иллюстрацией крылатого выражения на идише «делать всеми семью пальцами» в значении «быть мастером на все руки», по другой версии — отсылка к возможной дате рождения Шагала (7 июля — седьмой день седьмого месяца), по третьей — отсылка «художника-демиурга» к Библии и сотворению мира и человека за семь дней. Сам автор интерпретировал такое художественное решение следующим образом: «Почему семь пальцев? Чтобы ввести другую конструкцию, фантастические элементы наряду с элементами реалистическими». На правой руке изображены пять пальцев; в ней художник держит палитру в виде скрипки со множеством цветов. В автопортрете запечатлены реальные черты Шагала: длинный прямой нос, миндалевидные глаза и вьющиеся волосы. В гамме цветов преобладает жёлтый.

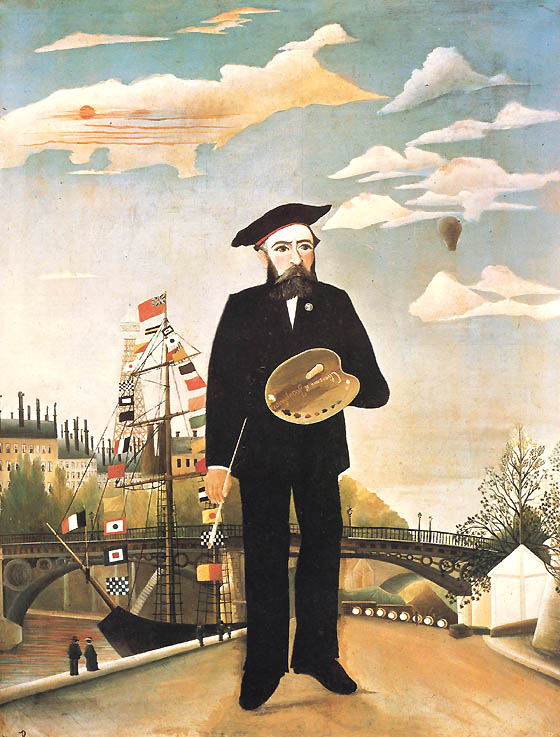
Анри Руссо. «Портрет-пейзаж»; 1890. Национальная галерея в Праге, Прага

Историк искусства Марина Бессонова находила в работе Шагала отсылки к творчеству художника-примитивиста Анри Руссо, в частности, к картине «Портрет-пейзаж» (Moi-même, portait-paysage; 1890), где автор изображён с палитрой на фоне узнаваемых парижских образов: Эйфелева башня, мост через Сену, набережная с кораблями. Некоторые исследователи усматривают в автопортрете некоторое влияние кубисткой стилистики, например, в очертаниях лица. Кроме того, выдвигались версии, что к стилистическим влияниям следует отнести фовизм, примитивизм (неопримитивизм). Шатских писала о соотнесении работы мастера с традицией древнерусской иконописи: «Многие мотивы, элементы „Автопортрета“ прямо перекликаются с композиционными приёмами икон: статичная поза „предстояния“ художника-демиурга, его „говорящие“ атрибуты; плоскостность, ритмичность декоративно-нарядного изображения, применение обратной перспективы — всё это почерпнуто из мира древнерусской иконы, которая, по словам Шагала, оглушила его при встрече».